# Seynabou Sonko
Pour les articles homonymes, voir Sonko.
Seynabou Sonko, née en 1993 à Paris, est une autrice, chanteuse et compositrice franco-sénégalaise.

## Biographie
Seynabou Sonko est née en 1993, à Paris. Elle étudie les lettres modernes à l'université du Québec à Montréal. Elle poursuit ses études à l'École nationale supérieure des arts visuels de La Cambre, et à Bruxelles. Elle intègre le master de création littéraire à l'université Paris VIII. Ses premiers textes sont publiés dans les revues Sabir et Muscle.
En 2023, elle publie son premier roman Djinns,,,. Ce texte explore les identités multiples, la double culture et l’expérience du racisme.

## Publications
- Djinns, Paris, Grasset, 2023, 180 p.